# Jaheel Hyde
Jaheel Hyde (* 2. Februar 1997 in Spanish Town) ist ein jamaikanischer Hürdenläufer, der sich auf den 400-Meter-Hürdenlauf spezialisiert hat und zu Beginn seiner Karriere auch im 110-Meter-Hürdenlauf erfolgreich war.

## Sportliche Laufbahn
Erste internationale Erfahrungen sammelte Jaheel Hyde bei den CARIFTA-Games 2012 in Hamilton, bei denen er die Goldmedaille über 110 Meter Hürden gewann. Ein Jahr später gewann er bei den Spielen in Nassau die Goldmedaillen über 110 Meter Hürden und mit der 4-mal-100-Meter-Staffel sowie die Bronzemedaillen über 200 Meter und mit der 4-mal-400-Meter-Staffel. Bei den Jugendweltmeisterschaften in Donezk siegte er im Hürdensprint in neuem Meisterschaftsrekord von 13,13 s und auch mit der jamaikanischen Sprintstaffel (1000 Meter), bei der er im Vorlauf zum Einsatz kam. 2014 gewann Hyde bei den CARIFTA Games in Fort-de-France vier Goldmedaillen über beide Hürdendistanzen und mit beiden Staffeln und anschließend bei den Juniorenweltmeisterschaften in Eugene die Goldmedaille im 400-Meter-Hürdenlauf sowie Bronze mit der 4-mal-400-Meter-Staffel. Abschließend gewann er bei den zweiten Olympischen Jugendspielen in Nanjing in neuem U19-Weltrekord von 12,96 s die Goldmedaille über 110-Meter-Hürden und löste damit den Franzosen Wilhem Belocian als Rekordhalter ab. 2015 gewann er bei den CARIFTA-Games in Basseterre erneut über beide Hürdendistanzen die Goldmedaille und auch mit der 4-mal-400-Meter-Staffel. Seit 2016 spezialisierte sich Hyde auf den 400-Meter-Hürdenlauf und bestritt über 110 Meter Hürden kein einziges Rennen über die Erwachsenenhürden. Bei den U20-Weltmeisterschaften in Bydgoszcz siegte er in 49,03 s vor dem US-amerikaner Taylor McLaughlin und Kyron McMaster von den Britischen Jungferninseln. Er qualifizierte sich damit auch für die Olympischen Sommerspiele in Rio de Janeiro, bei denen er mit 49,17 s im Halbfinale ausschied. 2017 qualifizierte er sich erstmals für die Weltmeisterschaften in London, bei denen er mit 49,75 s ebenfalls im Halbfinale ausschied.
2018 nahm er zum ersten Mal an den Commonwealth Games im australischen Gold Coast teil und gewann dort in 49,16 s die Bronzemedaille hinter Kyron McMaster von den Britischen Jungferninseln und dem Bahamaer Jeffery Gibson. Nach mehreren wenig erfolgreichen Jahren qualifizierte er sich 2021 für die Teilnahme an den Olympischen Spielen in Tokio und schied dort nach einem Sturz im Halbfinale aus. Zudem belegte er im Staffelbewerb in 2:58,76 min im Finale den sechsten Platz. Im Jahr darauf belegte er bei den Weltmeisterschaften in Eugene mit 48,03 s im Finale den siebten Platz und gewann anschließend in 49,78 s die Silbermedaille bei den Commonwealth Games in Birmingham hinter Kyron McMaster. 2023 schied er bei den Weltmeisterschaften in Budapest mit 48,49 s im Halbfinale über 400 m Hürden aus und siegte im November in 49,19 s bei den Panamerikanischen Spielen in Santiago de Chile. Im Jahr darauf schied er bei den Olympischen Sommerspielen in Paris mit 50,03 s im Semifinale aus.
In den Jahren 2017, 2021 und 2022 wurde Hyde jamaikanischer Meister im 400-Meter-Hürdenlauf. Er ist Student an der University of the West Indies und war zu Beginn seiner Karriere auch als Fußballer aktiv.

## Persönliche Bestzeiten
- 200 m: 20,78 s, 9. März 2017 in Kingston
- 110 m Hürden (91,4 cm): 12,96 s (+1,3 m/s), 23. August 2014 in Nanjing
- 400 m Hürden: 48,03 s, 19. Juli 2022 in Eugene